# Pena de morte no Nepal

Nepal no mapa

A pena de morte no Nepal atualmente encontra-se abolida.
Para crimes de direito comum do país, a pena capital foi abolida pela reforma legal em 1946. A abolição total por emenda constitucional entrou em vigor em 9 de novembro de 1991.
O artigo 12 da Constituição do Reino do Nepal (1990) declara:  "Nenhuma lei deve ser feita que preveja a pena de morte".
A última execução conhecida no Nepal ocorreu em 1979.

## Razões da abolição
De acordo com um estudo da Cornell Law School, um dos principais fatores que levaram à abolição foi um período de 15 anos de abolição experimental monitorada, que envolveu uma moratória nas execuções por crimes de direito comum, durante os quais as taxas de criminalidade permaneceram estáveis, tranquilizou o público e abriu caminho para a abolição de total para crimes comuns em 1946.
O estudo também observou que a transição para uma monarquia constitucional multipartidária, em 1990, "forneceu um contexto propício à abolição", visto como parte de um amplo programa de reforma de direitos humanos que visa romper com o passado.